# Apanteles emesa
Apanteles emesa är en stekelart som beskrevs av Nixon 1965. Apanteles emesa ingår i släktet Apanteles och familjen bracksteklar. Inga underarter finns listade i Catalogue of Life.